# Sosnowica (powiat zwoleński)
Sosnowica – wieś w Polsce położona w województwie mazowieckim, w powiecie zwoleńskim, w gminie Zwoleń. 
Miejscowość wchodzi w skład sołectwa Osiny.
Do końca 1969 roku w granicach miasta Zwoleń. 
W latach 1975–1998 miejscowość administracyjnie należała do województwa radomskiego.
Wierni Kościoła rzymskokatolickiego należą do parafii Zesłania Ducha Świętego w Zwoleniu.